# Tecnociència
Tecnociència és un concepte usat en la comunitat interdisciplinària d'estudis per a designar el context social i tecnològic de la ciència.
La idea mostra un reconeixement comú que el coneixement científic no sol és un codi situat en la societat i la història, sinó que se sustenta i es fa durable per xarxes materials no humanes.

## Tecnologia
Tecnologia és un concepte molt ampli que tracta sobre l'ús i coneixement d'eines i tècniques i de com afecten l'habilitat d'una espècie animal per a controlar i adaptar-se al seu entorn. En particular, la tecnologia (del grec τεχνολογια, que prové de τεχνολογος: τεχνη, "art, tècnica" i λογος, "tractat") inclou el conjunt de coneixements que permeten fabricar objectes i modificar el medi ambient, incloent-hi plantes i animals, desenvolupament i aplicant tècniques, estris, màquines, materials, sistemes i processos.

## Ciència
La ciència (del llatí scientia) és, etimològicament, un conjunt de coneixements. A l'època de Nicolau Copèrnic feia referència especialment a l'activitat destinada a adquirir coneixements ("fer ciència") i a partir de la d'Isaac Newton es restringeix a l'ús del mètode científic i es desvincula així la filosofia de les ciències exactes i les experimentals.